# Haute-Rivoire
Pour les articles homonymes, voir Rivoire.
 (août 2018).
Si vous disposez d'ouvrages ou d'articles de référence ou si vous connaissez des sites web de qualité traitant du thème abordé ici, merci de compléter l'article en donnant les références utiles à sa vérifiabilité et en les liant à la section « Notes et références ».
Haute-Rivoire (Yauta-Ravoéri en francoprovençal du Pays lyonnais) est une commune française située dans le département du Rhône, en région Auvergne-Rhône-Alpes.

## Géographie
La commune de Haute-Rivoire (2029 hectares) est située à l'ouest du département du Rhône. Elle fait partie du canton de Saint-Laurent de Chamousset, de la communauté de communes des monts du Lyonnais.
Elle appartient aux Monts du Lyonnais. Cet ensemble montagneux s'allonge sur une quarantaine de kilomètres du nord au sud, depuis la vallée de la Turdine, aux confins du Beaujolais, jusqu'au couloir du Giers, au pied du Pilat.
Havre de verdure aux portes même des agglomérations de Lyon et de Saint-Étienne, les monts du Lyonnais offrent un espace de détente privilégié très prisé des Lyonnais et des Stéphanois.

### Climat
Pour des articles plus généraux, voir Climat d'Auvergne-Rhône-Alpes et Climat du Rhône.
En 2010, le climat de la commune est de type climat des marges montargnardes, selon une étude du Centre national de la recherche scientifique s'appuyant sur une série de données couvrant la période 1971-2000. En 2020, Météo-France publie une typologie des climats de la France métropolitaine dans laquelle la commune est exposée à un climat de montagne ou de marges de montagne et est dans la région climatique  Nord-est du Massif Central, caractérisée par une pluviométrie annuelle de 800 à 1 200 mm, bien répartie dans l’année.
Pour la période 1971-2000, la température annuelle moyenne est de 9,9 °C, avec une amplitude thermique annuelle de 16,3 °C. Le cumul annuel moyen de précipitations est de 816 mm, avec 9,3 jours de précipitations en janvier et 7,1 jours en juillet. Pour la période 1991-2020, la température moyenne annuelle observée sur la station météorologique de Météo-France la plus proche, « Chazelles-Lyon », sur la commune de Chazelles-sur-Lyon à 8 km à vol d'oiseau, est de 10,6 °C et le cumul annuel moyen de précipitations est de 764,0 mm,. Pour l'avenir, les paramètres climatiques de la commune estimés pour 2050 selon différents scénarios d'émission de gaz à effet de serre sont consultables sur un site dédié publié par Météo-France en novembre 2022.

## Urbanisme

### Typologie
Au 1er janvier 2024, Haute-Rivoire est catégorisée bourg rural, selon la nouvelle grille communale de densité à sept niveaux définie par l'Insee en 2022.
Elle est située hors unité urbaine et hors attraction des villes,.

### Occupation des sols
L'occupation des sols de la commune, telle qu'elle ressort de la base de données européenne d’occupation biophysique des sols Corine Land Cover (CLC), est marquée par l'importance des territoires agricoles (90,5 % en 2018), en diminution par rapport à 1990 (91,7 %). La répartition détaillée en 2018 est la suivante : 
prairies (56,3 %), zones agricoles hétérogènes (34,2 %), forêts (4,6 %), zones urbanisées (4,2 %), mines, décharges et chantiers (0,7 %). L'évolution de l’occupation des sols de la commune et de ses infrastructures peut être observée sur les différentes représentations cartographiques du territoire : la carte de Cassini (XVIIIe siècle), la carte d'état-major (1820-1866) et les cartes ou photos aériennes de l'IGN pour la période actuelle (1950 à aujourd'hui).

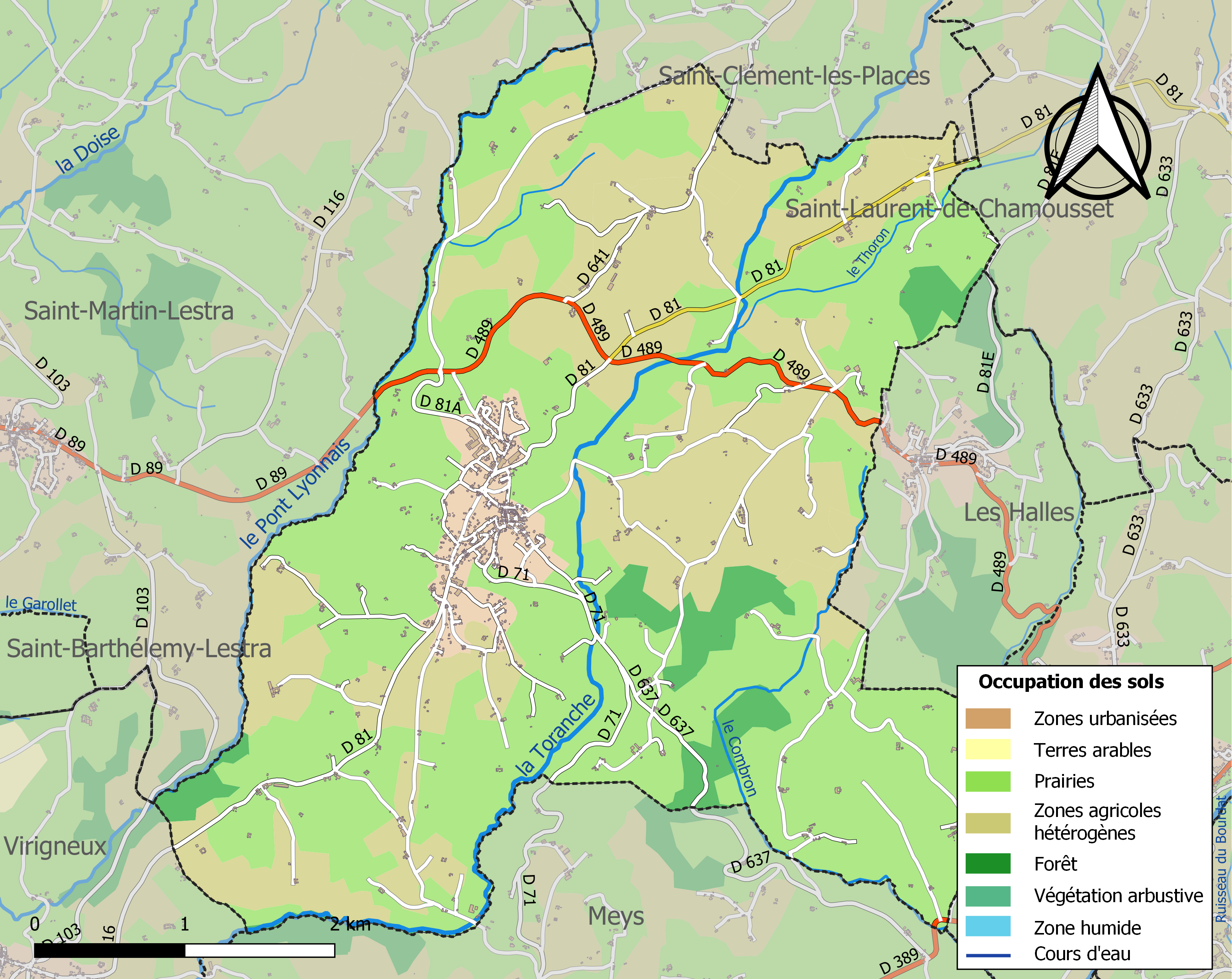
Carte des infrastructures et de l'occupation des sols de la commune en 2018 (CLC).

## Histoire

### Origine du nom
Le nom de la commune est très ancien. Il figure sur le texte d'une donation très importante faite à l'Abbaye de Savigny en 871 ou 918. Le nom latin de notre village Alta Rivoria y figure.
En patois, il y a une cinquantaine d'années, cela donnait Yauta Ravouere. En vieux français, Ravouere veut dire chêne. On pourrait donc traduire le Haut Chêne. Certains érudits pensent à chênes sur la hauteur, puisque l'on sait que beaucoup de forêts de chênes poussaient ici naturellement, pour preuve des bassins de tanneries existaient au lieu-dit Gazanchon. Or, qui disait tanneries, disait écorces de chênes indispensables pour la préparation du cuir. Il nous reste du patois, le nom actuel des habitants de Haute Rivoire, les Taravouériens.

### Le passé lointain

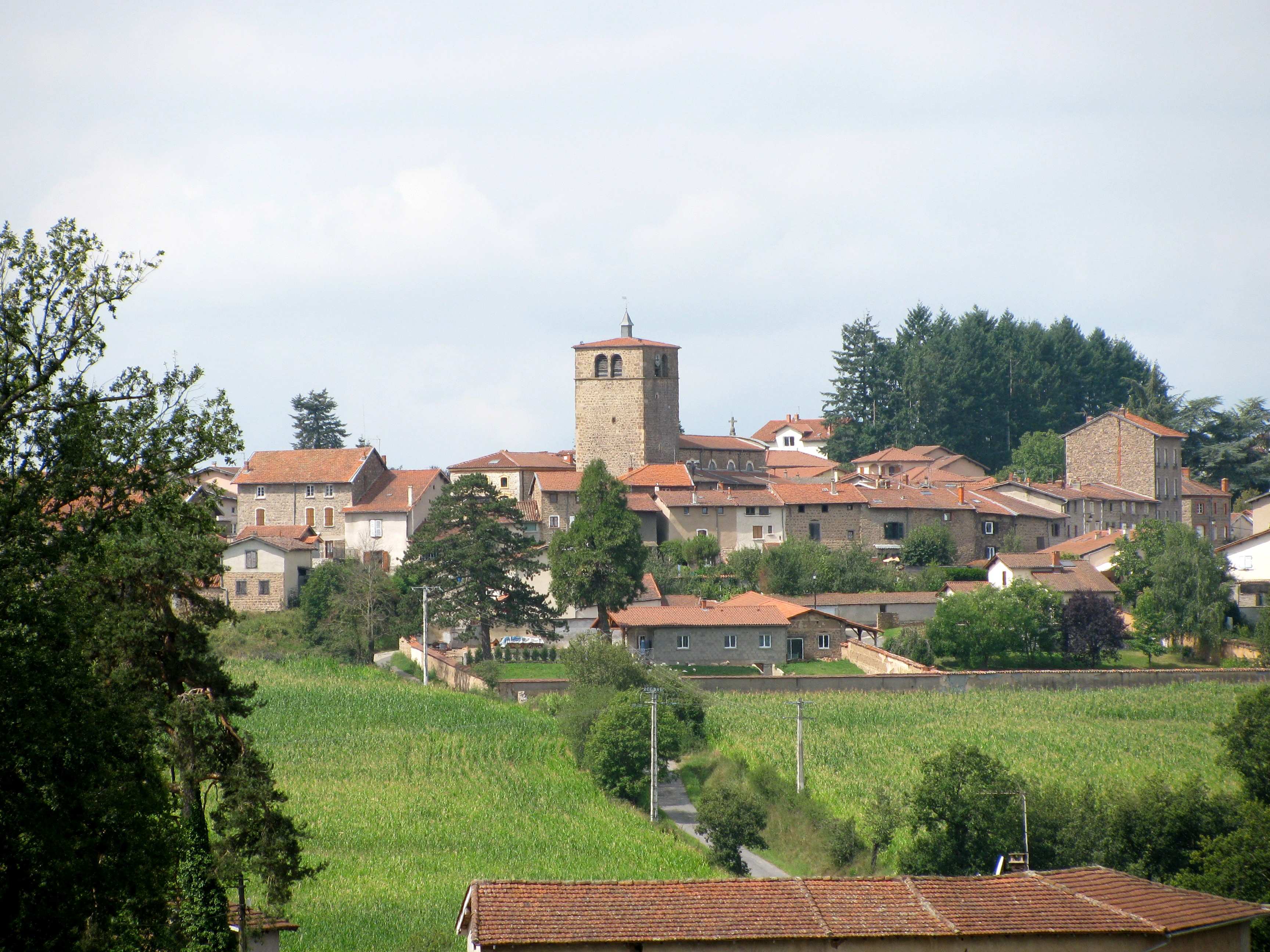
Haute-Rivoire, depuis le vallon de la Thoranche. La série de maisons contigües au pied du clocher suit le tracé des anciens remparts.

Au Moyen Âge, la rivière le Pont Lyonnais sépare le royaume de France (comté du Forez) de celui du Saint Empire Germanique dépendant, lui, de l'archevêque de Lyon. C'est Philippe IV le Bel (1294 - 1322) qui annexe le Lyonnais. L'actuel patois de la région Rhône-Alpes est la survivance du franco-provençal de l'époque. Le bourg était alors entouré de remparts. Il n'en reste malheureusement rien, même si leur tracé est bien connu, ainsi que l'emplacement de trois portes ; la dernière, entre le Relais des voyageurs et une tour a été démolie autour de 1905. Ce village gardait le sel, ce qui explique ses remparts.
Presque tous les terriers furent brûlés à la Révolutions. Celui des moines cisterciens de Torenche, daté de 1448 a été presque miraculeusement sauvé. Traduit par un paléographe, il nous apprend beaucoup de choses sur cette période, presque à la fin de la guerre de 100 ans.
Il y a également des mines de kaolin à Haute-Rivoire, qui sert à faire la porcelaine, elles étaient exploitées, et il en reste.

## Politique et administration
| Période                                  | Période | Identité                         | Étiquette | Qualité |
| ---------------------------------------- | ------- | -------------------------------- | --------- | ------- |
| 1816                                     | 1818    | Jean-Matthieu Perret de la Menue |           |         |
| 2001                                     | 2008    | Fernand Guillarme                |           |         |
| mars 2008                                |         | Gilbert Courtine                 |           |         |
| Les données manquantes sont à compléter. |         |                                  |           |         |

## Population et société

### Démographie
L'évolution du nombre d'habitants est connue à travers les recensements de la population effectués dans la commune depuis 1793. Pour les communes de moins de 10 000 habitants, une enquête de recensement portant sur toute la population est réalisée tous les cinq ans, les populations de référence des années intermédiaires étant quant à elles estimées par interpolation ou extrapolation. Pour la commune, le premier recensement exhaustif entrant dans le cadre du nouveau dispositif a été réalisé en 2006.

En 2022, la commune comptait 1 425 habitants, en évolution de −1,72 % par rapport à 2016 (Rhône : +3,93 %, France hors Mayotte : +2,11 %).
| 1793  | 1800  | 1806  | 1821  | 1831  | 1836  | 1841  | 1846  | 1851  |
| ----- | ----- | ----- | ----- | ----- | ----- | ----- | ----- | ----- |
| 1 396 | 1 054 | 1 300 | 1 471 | 1 688 | 1 626 | 1 707 | 1 754 | 1 795 |

| 1856  | 1861  | 1866  | 1872  | 1876  | 1881  | 1886  | 1891  | 1896  |
| ----- | ----- | ----- | ----- | ----- | ----- | ----- | ----- | ----- |
| 1 772 | 1 764 | 1 768 | 1 690 | 1 696 | 1 674 | 1 663 | 1 614 | 1 557 |

| 1901  | 1906  | 1911  | 1921  | 1926  | 1931  | 1936  | 1946  | 1954  |
| ----- | ----- | ----- | ----- | ----- | ----- | ----- | ----- | ----- |
| 1 534 | 1 512 | 1 510 | 1 286 | 1 312 | 1 347 | 1 308 | 1 206 | 1 173 |

| 1962  | 1968  | 1975  | 1982  | 1990  | 1999  | 2006  | 2011  | 2016  |
| ----- | ----- | ----- | ----- | ----- | ----- | ----- | ----- | ----- |
| 1 168 | 1 132 | 1 042 | 1 014 | 1 100 | 1 182 | 1 301 | 1 391 | 1 450 |

| 2021  | 2022  | - | - | - | - | - | - | - |
| ----- | ----- | - | - | - | - | - | - | - |
| 1 431 | 1 425 | - | - | - | - | - | - | - |

### Enseignement
Haute-Rivoire compte deux écoles maternelles et primaires, malgré sa faible population. L'école publique maternelle et primaire dont la directrice est Florence Dubois. Il y a 4 classes et 5 enseignements. L'effectif tourne autour de la centaine d'élève.
L'école Sainte-Marguerite, privée, dirigé par Marie-Agnès Vaginay comporte deux classes pour le moment, avec un effectif total d'une soixantaine d'élèves.

### Manifestations culturelles et festivités
Parmi les nombreuses manifestations populaires de la commune, nous pouvons citer :
La Foire : Pendant très longtemps il y eut au moins 8 foires à Haute-Rivoire. Réparties tout au long de l'année, celle du 13 décembre correspondait à la louée aux domestiques : les garçons qui cherchaient de l'embauche mettaient une plume ou un épi de blé à leur chapeau. Quand le patron de ferme et l'ouvrier étaient d'accord, l'ouvrier enlevait alors sa plume. Beaucoup de ces foires ont disparu.
Aujourd'hui, seule celle de la fin avril, relancée en 1963 grâce à Pierre Delage, marque de façon importante la vie du village avec son marché aux bestiaux, ses expositions variées, ses camelots. Elle a lieu le dernier samedi du mois d'avril. Elle rassemble aujourd'hui un concours de bétail, une exposition de volailles, un marché des produits du terroir, des expositions culturelles, une exposition de matériel ancien, des horticulteurs, des forains…
La vogue : Autour de la Sainte Marguerite, patronne de la paroisse de Haute-Rivoire, la vogue annuelle a lieu l'avant-dernier week-end de juillet. Elle est organisée par les jeunes de 19 ans, dure 3 jours avec un bal gratuit tous les soirs.
Feu d'artifice le dimanche soir et elle se termine le lundi par un repas convivial autour d'une assiette de couennes.
Vide-Grenier : Le deuxième dimanche d'octobre, l'association du restaurant d'enfants de l'école publique organise un vide-grenier. Les amateurs et les professionnels sont rassemblés autour du complexe sportif au Pavé.
La marche des noisettes : Chaque premier dimanche de septembre, l’association de marcheurs «Les Noisettes » organise une promenade à travers bois, prés et champs, sur les chemins de Haute-Rivoire et des communes environnantes.
Le 8 décembre : Chaque année, l'association des commerçants et des artisans organise une animation de rue pour le 8 décembre. Un défilé d'enfants, portant chacun un lumignon, traverse le village illuminé. Un concours de vitrine est proposé à tous les visiteurs. Plusieurs stands installés sur les places du village invitent à des dégustations, saucisson chaud, marrons, boudin, frites, crêpes…

## Culture locale et patrimoine

### Lieux et monuments
Le clocher de l'église héberge un petit musée ethnographique qui présente des objets de la vie quotidienne des XIXe et XXe siècles. Depuis ce musée, on peut monter au sommet du clocher au niveau de trois massives cloches en bronze, et du système mécanique d'horlogerie qui les activait. Cette mécanique n'est toutefois plus en fonction, et est remplacée par un système électrique.
- Parc médiéval Salva Terra : ouvert en 2005[19], ce parc se veut un lieu d'interprétation des réalités quotidiennes d'un territoire médiéval du XIIe siècle à travers des ateliers thématiques, des animations et des reconstitutions[20].

### Galerie photo

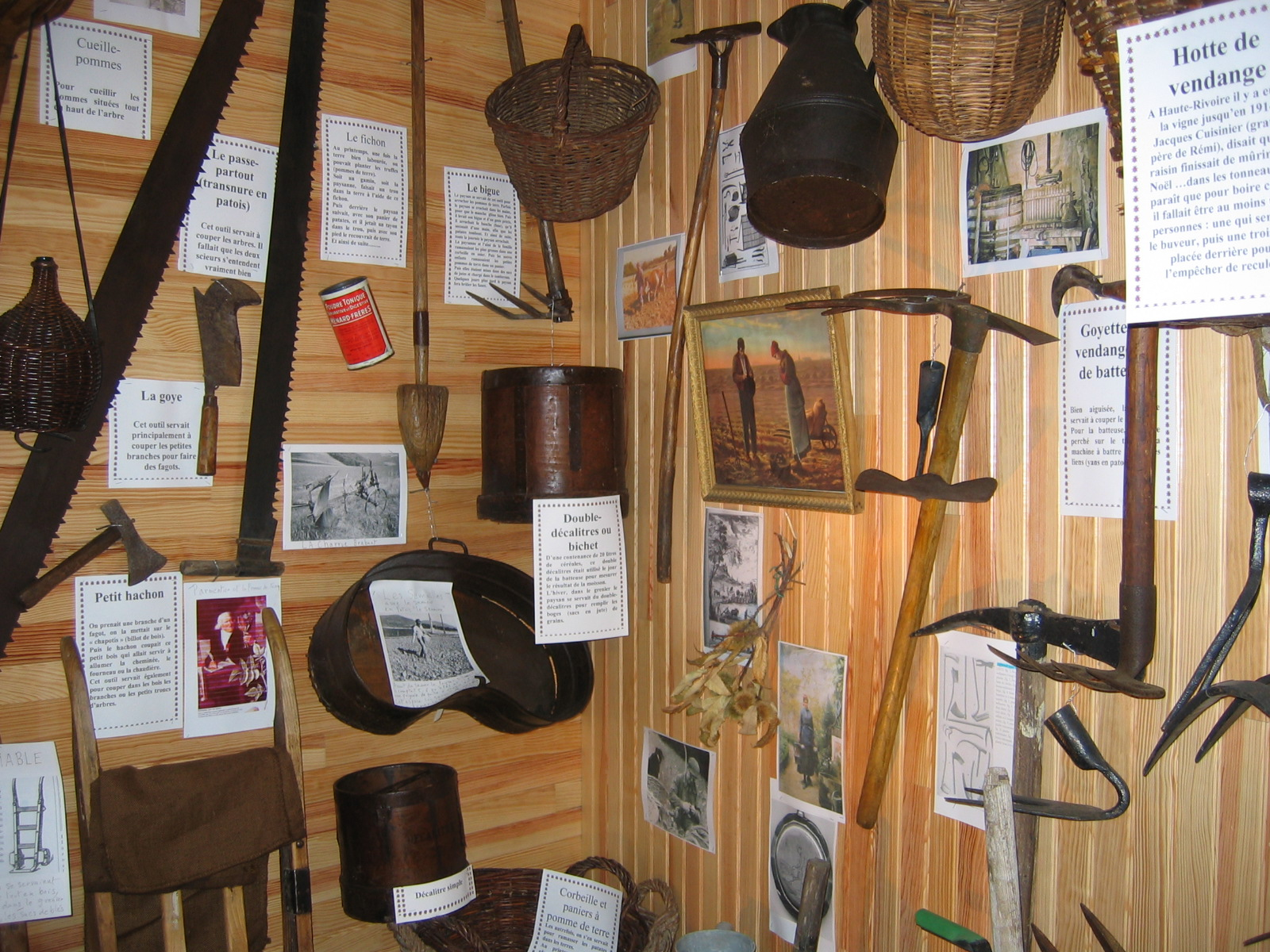
Musée Rémi-Cuisinier.
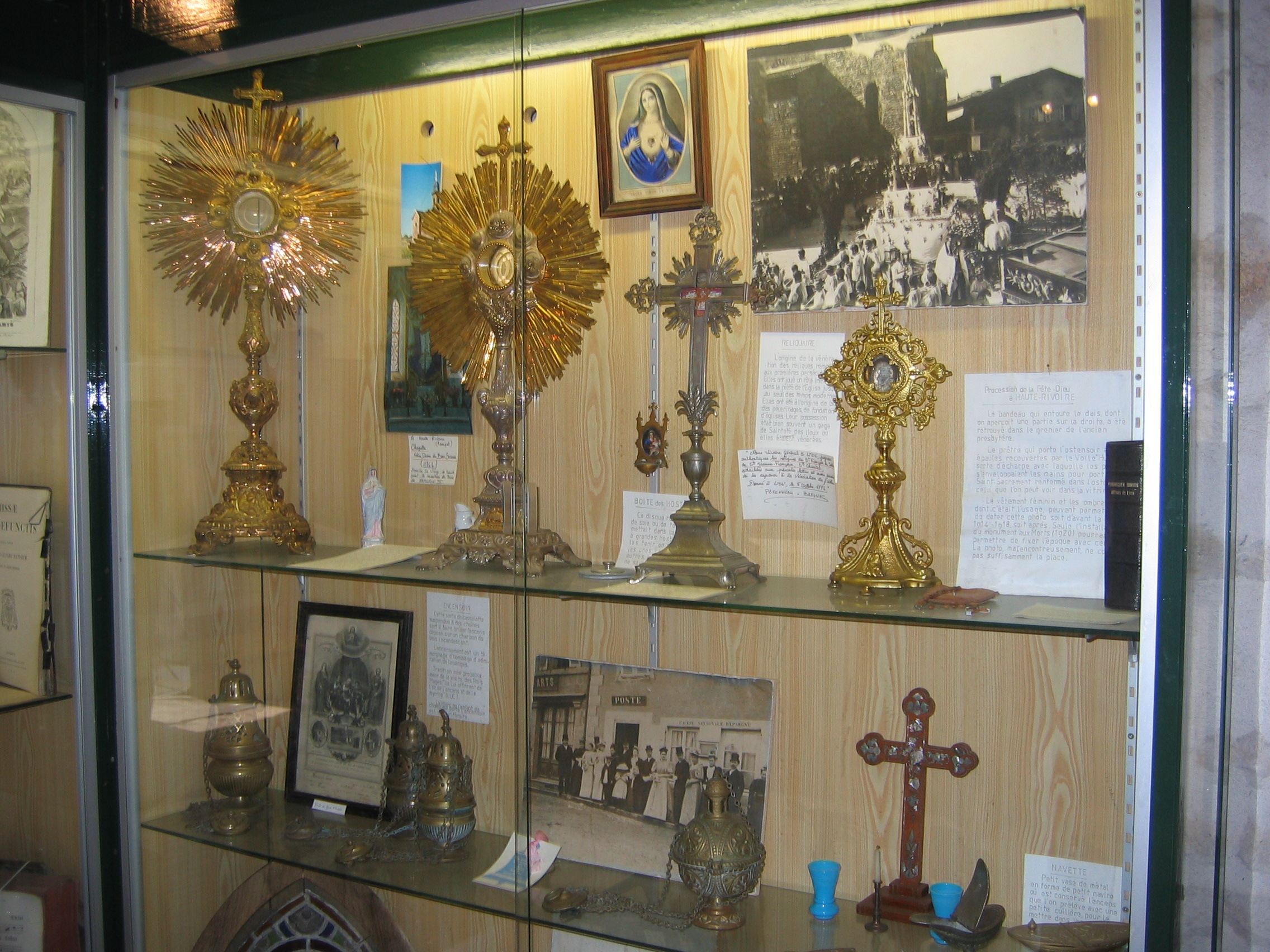
Musée du Clocher.
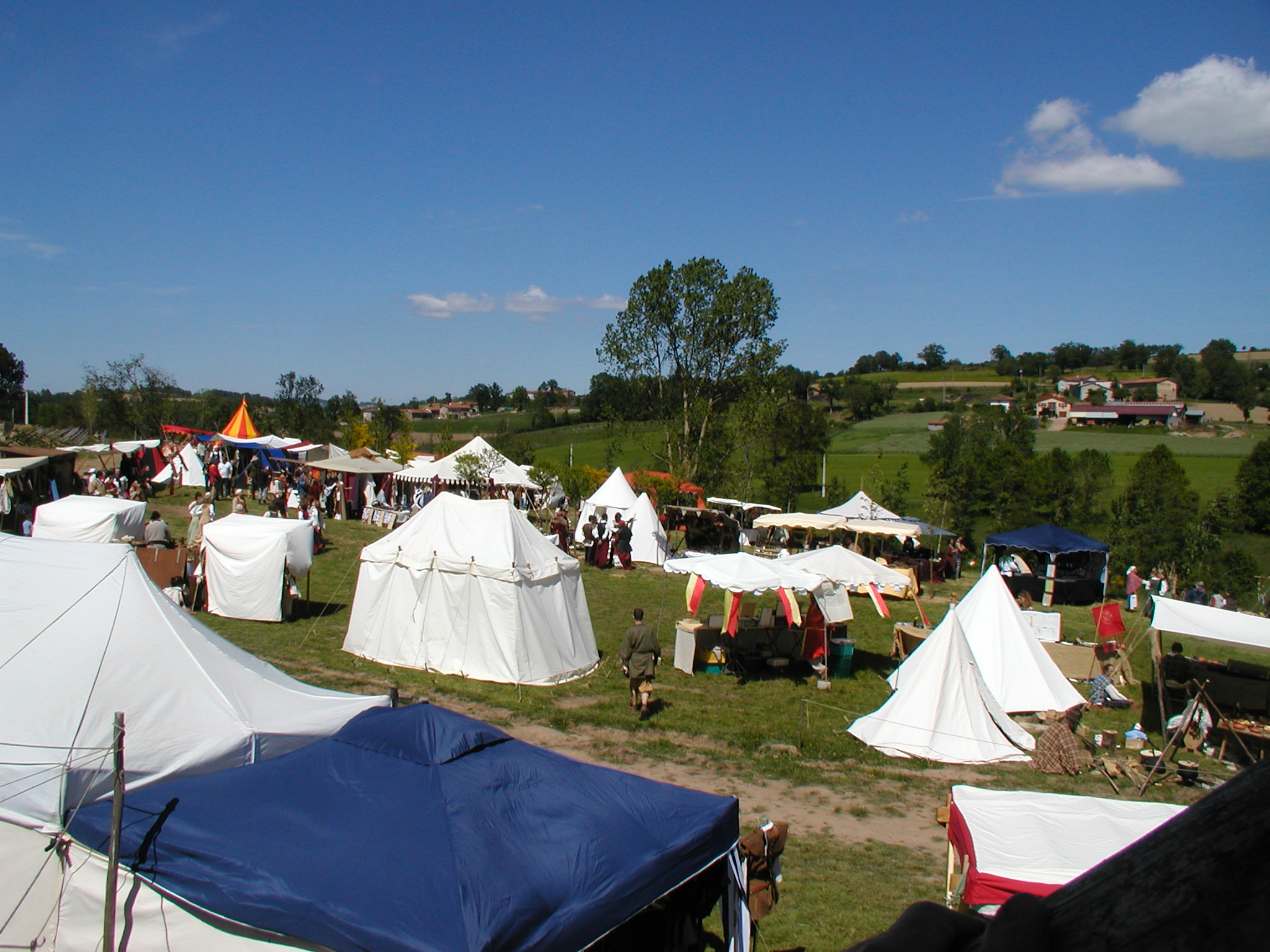
Le parc médiéval de Salva Terra.

### Espaces verts et fleurissement
En 2014, la commune obtient le niveau « une fleur » au concours des villes et villages fleuris.